# التمييز في الأسعار على أساس النوع الاجتماعي في الولايات المتحدة
التمييز في الأسعار على أساس النوع الاجتماعي هو شكل من أشكال التمييز الاقتصادي يحدث عندما يتم فرض رسوم مقابل سلع أو خدمات مماثلة يستخدمها الجنسين، إلا أنها تكون بسعر مختلف لجنس عن الجنس الآخر. وهذا بجانب التمييز في الأسعار على أساس العرق والطبقة الاجتماعية. وغالبا ما يكون لأعمال التمييز تداعيات ونتائج قانونية، ولكن لدراسة التمييز على أساس النوع الاجتماعي يجب أن نبحث أولاً في التباين بين الجنسين في الأسعار. ومن هنا، يمكننا أن نرى ما إذا كان تباين الأسعار بين الجنسين يثبت نية التمييز أو يشكل تمييزا غير قانونيا وذلك عن طريق تحقيق قانوني يتم تطويره من خلال دراسة القانون المختص الساري.
عادة ما يتم رفض التمييز على أساس النوع الاجتماعي، لكن ليس بشكل عام. ففي الولايات المتحدة، اعتمدت بعض الولايات قوانين تحظر التمييز على أساس النوع الاجتماعي، لكن هذه السياسات غير مطبقة إلى حد كبير.
عادة ما تؤثر التباينات في الأسعار سلبًا على النساء أكثر من الرجال. على سبيل المثال، وجدت دراسة أجرتها إدارة حماية العامل والمستهلك في مدينة نيويورك أن المنتجات النسائية تكلف في المتوسط 7% أكثر من المنتجات المماثلة للرجال.
والتمييز في التسعير القائم على النوع الاجتماعي نجده في العديد من الخدمات، بما في ذلك التأمين( تعاني النساء من مشاكل صحية أكثر)، والتنظيف الجاف للملابس( فترتدي النساء بشكل عام ملابس فاخرة أكثر)، وتصفيف الشعر( النساء لديهن شعر أطول الذي يصعب قصه)، والنوادي الليلية، ومنتجات العناية الشخصية فتحتاج المرأة عناية شخصية أكثر بينما الرجل يحتاج إلى عناية أقل. كانت قانونية  التمييز النوعي في الأسعار محل جدل في الولايات المتحدة والاتحاد الأوروبي منذ التسعينات.